# Bajo el bosque lácteo

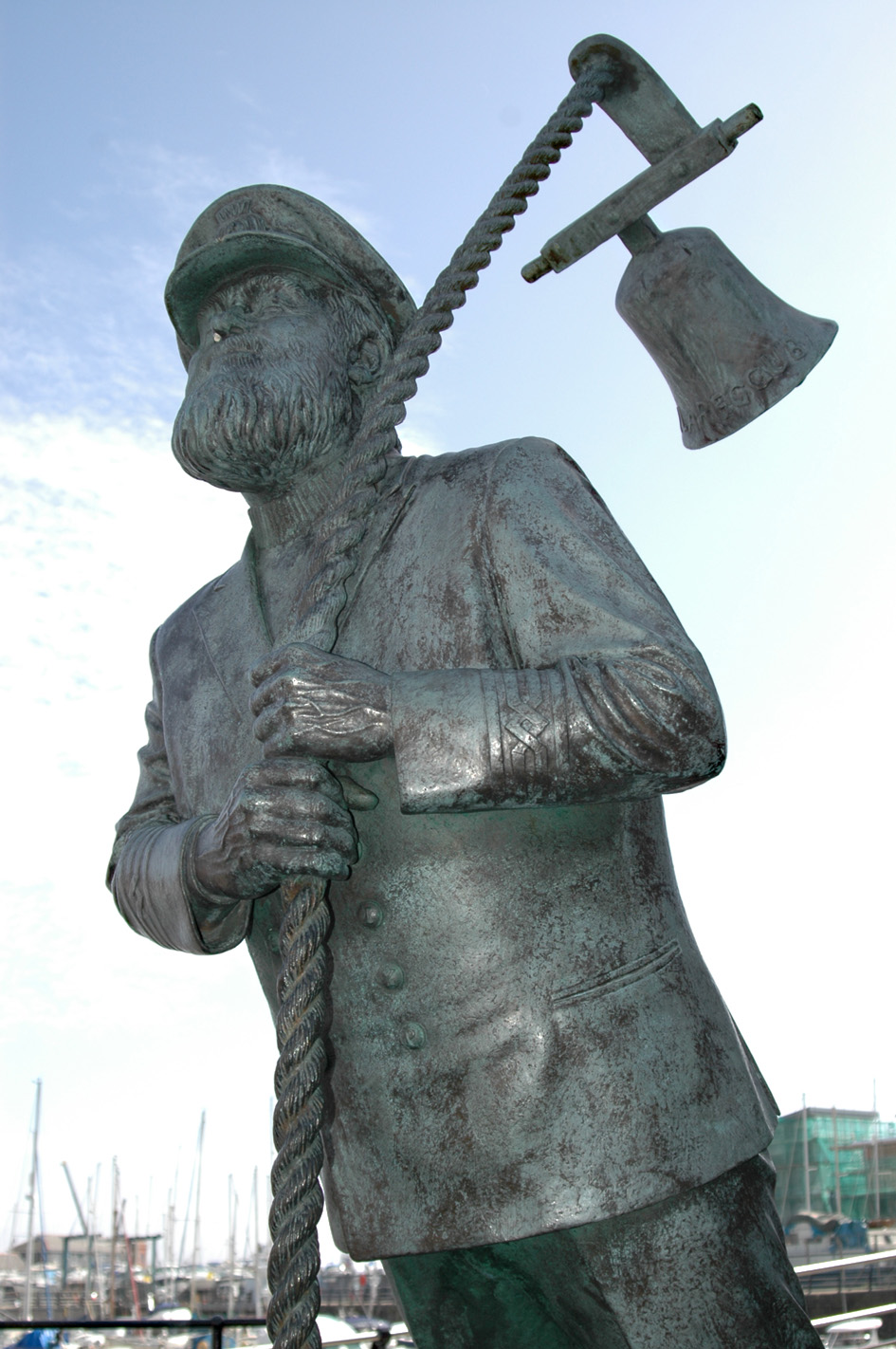
Estatua en el barrio marítimo de Swansea representando al "Captain Cat" de la obra de Dylan Thomas.

Bajo el bosque lácteo o Bajo el bosque de leche (en inglés, Under Milk Wood) es una pieza de radioteatro del escritor galés Dylan Thomas, posteriormente adaptada para su representación en el teatro. También existe una adaptación cinematográfica de 1972, con Richard Burton y Elizabeth Taylor, dirigida por Andrew Sinclair. 

## Estructura y lenguaje
En Bajo el bosque lácteo, un narrador omnisciente  invita a los oyentes a escuchar los sueños y pensamientos íntimos de los habitantes de una imaginaria localidad galesa, "Llareggub" (inversión de bugger all, traducible aproximadamente como "iros todos al carajo"), eufemísticamente transformado en ediciones tempranas en "Llaregyb". Entre los personajes principales, cuyos nombres son casi siempre simbólicos, se encuentran el Capitán Cat, que revive su época de marino; las dos señoras. Dai Breads; Organ Morgan, obsesionado con su música; o Polly Garter, que suspira por su amante muerto. Tras este inicio onírico, el pueblo despierta y cada personaje se sumerge en sus quehaceres cotidianos.
Dado su origen radiofónico, el texto está compuesto únicamente por diálogo, con escasas anotaciones sobre los efectos de sonido o el modo de leer el texto. Dos voces ("voz primera" y "voz segunda") hacen las veces de narradores. Bajo el bosque lácteo, como el resto de la producción de Dylan Thomas, se caracteriza por un lenguaje rítmico y surrealista, y un cierto trágico sentido del humor.

## Representaciones
La primera versión conocida de la obra, mucho más breve que la original, data de 1944, y llevaba por título Quite Early One Morning; fue grabada para su emisión por radio en 1945. Tras varios años de trabajo, en 1953 Thomas envió un borrador completo de Bajo el bosque lácteo a la BBC antes de embarcarse hacia América; allí leyó una parte del manuscrito en público por primera vez en Cambridge (Massachusetts). Poco después, realizó una grabación de la obra en el 92nd Street Y de Manhattan.
Un año después del fallecimiento del escritor en 1953, la BBC realizó la primera emisión completa del texto con un reparto exclusivamente galés, con Richard Burton en el papel de la "Voz primera" y bajo la dirección de Douglas Cleverdon. Daniel Jones, compositor y amigo del poeta, creó la música que acompañó a la obra. La emisión tuvo lugar el 25 de enero de 1954, con una reposición dos días más tarde.
Desde su primera emisión, Bajo el bosque lácteo ha sido producida en numerosas ediciones y en diversos formatos. En 1972 se realizó una versión cinematográfica de la obra, con Richard Burton retomando su papel de "primera voz", y con un reparto que incluía a Elizabeth Taylor, Peter O'Toole, Glynis Johns, Vivien Merchant o Ryan Davies, entre otros nombres conocidos.
En 1988, George Martin produjo una versión en disco de la obra, en la que se puso música a una parte de los diálogos, con arreglos del propio Martin y de Elton John, entre otros, y con Anthony Hopkins como "Primera voz". Posteriormente, esta versión se representó una única vez (con el título de An Evening with Dylan Thomas, "una tarde con Dylan Thomas"), para la organización caritativa The Prince's Trust, con la presencia del propio Príncipe Carlos de Gales, para conmemorar la inauguración, en 1992, de los nuevos estudios de la Associated Independent Recording en Lyndhurst Hall. Además de George Martin y Anthony Hopkins, el reparto incluía a Harry Secombe, Freddie Jones, Catherine Zeta Jones, Sian Phillips, Jonathan Pryce, Alan Bennett y, como invitado especial, Tom Jones. La representación fue grabada para televisión, pero nunca se ha reproducido.
En noviembre de 2003, con ocasión del 50 aniversario de la muerte de Dylan Thomas, la BBC realizó una nueva producción de la obra, combinando las voces de actores jóvenes con la de Richard Burton en su grabación original de 1954. La emisión tuvo lugar el 15 de noviembre de 2003, en BBC Radio 4; se reemitió el 24 de diciembre de 2004. 
En 2006, el compositor austriaco Akos Banlaky compuso una ópera basada en la traducción alemana de la obra de Erich Fried (Unter dem Milchwald), que se representó por primera vez en el Tiroler Landestheater en Innsbruck, Austria. En 2008, una versión de Bajo el bosque lácteo para ballet, con coreografía de Darius James y música de Thomas Hewitt Jones, y escenificada por el Independent Ballet Wales, realizó una gira por Reino Unido

### Reparto
| Character             | 1954 BBC Radio      | 1972 Film Actor     | 2003 BBC Radio      |
| --------------------- | ------------------- | ------------------- | ------------------- |
| First Voice           | Richard Burton      | Richard Burton      | Richard Burton      |
| Second Voice          | Richard Bebb        | Ryan Davies         | Sian Phillips       |
| Captain Cat           | Hugh Griffith       | Peter O'Toole       | Glyn Houston        |
| Rosie Probert         | Rachel Thomas       | Elizabeth Taylor    | Mali Harries        |
| Polly Garter          | Diana Maddox        | Ann Beach           | Eiry Thomas         |
| Mr. Mog Edwards       | Dafydd Harvard      | Victor Spinetti     | Matthew Rhys        |
| Myfanwy Price         | Sybil Williams      | Glynis Johns        | Lisa Palfrey        |
| Mrs. Ogmore-Pritchard | Dylis Davies        | Sian Phillips       | Christine Pritchard |
| Mr. Ogmore            | David Close-Thomas  | Dillwyn Owen        | Sion Probert        |
| Mr. Pritchard         | Ben Williams        | Richard Davies      | Islwyn Morris       |
| Butcher Beynon        | Meredith Edwards    | Hubert Rees         | Sion Probert        |
| Gossamer Beynon       | Gwenllian Owen      | Angharad Rees       |                     |
| The Rev. Eli Jenkins  | Philip Burton       | Aubrey Richards     | Wayne Forester      |
| Lily Smalls           | Gwenyth Petty       | Meg Wyn Owen        | Catrin Rhys         |
| Mr. Pugh              | John Huw Jones      | Talfryn Thomas      | Steffan Rhodri      |
| Mrs. Pugh             | Mary Jones          | Vivien Merchant     | Sara McGaughey      |
| Mary Ann Sailors      | Rachel Thomas       | Rachel Thomas       | Christine Pritchard |
| Sinbad Sailors        | Aubrey Richards     | Michael Forest      | Steven Meo          |
| Dai Bread             | David Close-Thomas  | Dudley Jones        |                     |
| Mrs. Dai Bread One    | Gwenyth Petty       | Dorothea Phillips   | Mali Harries        |
| Mrs. Dai Bread Two    | Rachel Thomas       | Ruth Madoc          | Sara McGaughey      |
| Willy Nilly Postman   | Ben Williams        | Tim Wylton          | Iestyn Jones        |
| Mrs Willy Nilly       | Rachel Thomas       | Bronwen Williams    | Eiry Thomas         |
| Cherry Owen           | John Ormond Thomas  | Glynn Edwards       | Andy Hockley        |
| Mrs. Cherry Owen      | Lorna Davies        | Bridget Turner      | Ruth Jones          |
| Nogood Boyo           | Dillwyn Owen        | David Jason         |                     |
| Organ Morgan          | John Glyn-Jones     | Richard Parry       |                     |
| Mrs Organ Morgan      | Olwen Brookes       | Dilys Price         |                     |
| Mae Rose Cottage      | Rachel Roberts      | Susan Penhaligon    | Catrin Rhys         |
| Gwenny                | Norma Jones         | Olwen Rees          |                     |
| Gomer Owens           | Ieuan Rhys Williams | Ieuan Rhys Williams |                     |
| Jack Black            |                     | John Rees           | Steffan Rhodri      |